# Isotopes Park
Le Isotopes Park, est un stade de baseball de 11 124 places avec 30 suites de luxe situé à Albuquerque dans l'État du Nouveau-Mexique. Il est officiellement inauguré le 11 avril 2003. C'est le domicile des Isotopes d'Albuquerque, club de niveau Triple-A évoluant en Ligue de la côte du Pacifique, et New Mexico United, franchise de soccer de l'USL Championship.

## Histoire
En mars 2000, le propriétaire des Dukes, Robert Lozinak, vend la franchise à un groupe basé à Portland. L'équipe est déplacée à Portland pour la saison 2001, rebaptisée les Beavers, laissant Albuquerque sans équipe professionnelle de baseball pour la première fois depuis 1959. Leur stade, Albuquerque Sports Stadium, était le deuxième plus ancien de la ligue à l'époque et était dans un mauvais état.
En janvier 2001, un groupe dirigé par l'homme d'affaires de Tampa, Ken Young, ont conclu un accord pour acheter les Cannons de Calgary dans le but de déménager la franchise à Albuquerque. Une condition majeure du déménagement de l'équipe était soit la construction d'un nouveau stade, soit la rénovation du stade actuel. En mai 2001, ils ont approuvé une rénovation de 25 millions de dollars du stade existant. Le groupe d'investisseurs complétèrent l'achat des Canons, et les déplaçant à Albuquerque pour la saison 2003.
Il s'est avéré que la rénovation du Albuquerque Sports Stadium s'est transformée en une construction entièrement nouvelle. Presque rien de l'ancien Albuquerque Sports Stadium est resté, en dehors du terrain de jeu. Cependant, le nouveau parc conserve la structure générale de son prédécesseur, ainsi que ses dimensions.
La rencontre inaugurale du Isotopes Park se déroule le 11 avril 2003, les Isotopes d'Albuquerque affronte les Redhawks d'Oklahoma City devant une foule de 12 215 spectateurs. Les Isotopes perdent la rencontre par un score de 5-3. Le record d'affluence du stade est établie, le 23 juin 2009, lorsque 15 321 spectateurs lors d'une rencontre entre les Isotopes d'Albuquerque et les Sounds de Nashville.
À partir de la saison 2019, la nouvelle franchise de soccer d'Albuquerque de l'USL Championship, fera ses débuts au Isotopes Park.

## Événements
Le stade est hôte du match des étoiles des ligues AAA de baseball le 11 juillet 2007 devant 12 367 spectateurs,.

## Galerie

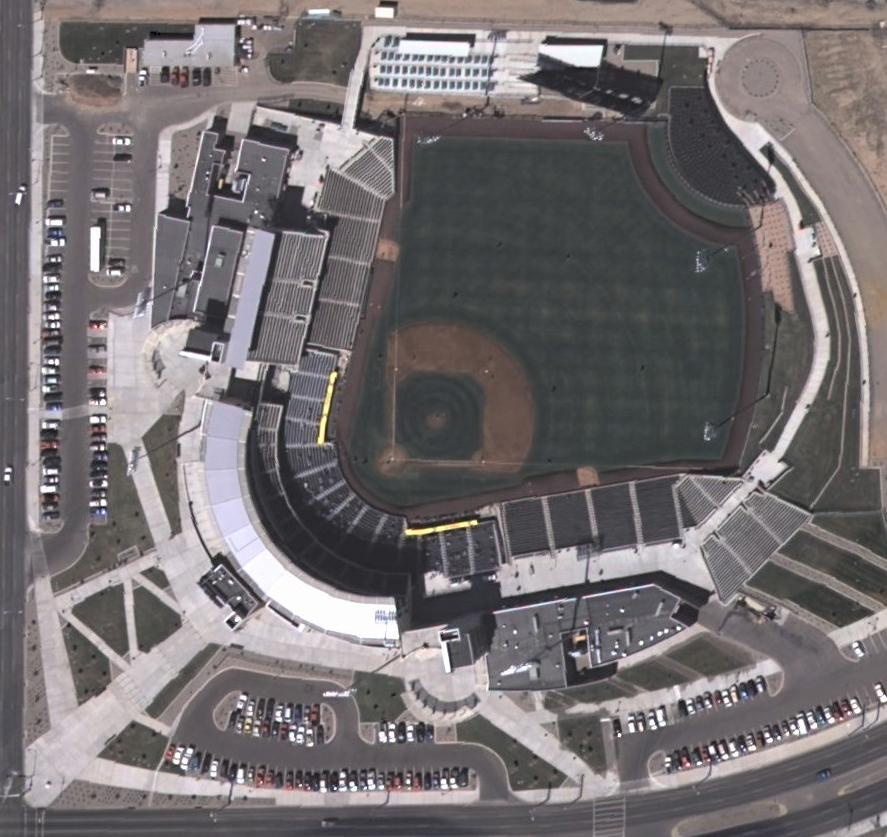
Image satellite
Ancien logo